# Оспельт, Оскар
Оскар Оспельт (нем. Oskar Ospelt, 27 июля 1908, Хиттизау, Форарльберг — 15 июня 1988, Вадуц) — лихтенштейнский легкоатлет, выступавший в беге на короткие дистанции и метании диска и копья. Участник летних Олимпийских игр 1936 года.

## Биография
Оскар Оспельт родился 27 июля 1908 года в коммуне Хиттизау в Австро-Венгрии (сейчас в Австрии).
Учился в Констанце. Получив степень в области электротехники и машиностроения, с 1934 года работал на электростанции в Лихтенштейне.
Выступал за лихтенштейнский легкоатлетический клуб «Вадуц», был одним из его основателей. Дважды выигрывал чемпионат Швейцарии в метании диска (1937—1938).
В 1936 году вошёл в состав сборной Лихтенштейна на летних Олимпийских играх в Берлине. В беге на 100 метров в 1/8 финала занял последнее, 6-е место и выбыл из борьбы. В метании диска по итогам квалификации не смог попасть в финал. Был знаменосцем сборной Лихтенштейна на церемонии открытия Олимпиады.
Дважды участвовал в чемпионатах Европы по лёгкой атлетике. В 1938 году в Париже выбыл в квалификации в метании диска (39,80 метра) и занял 15-е место в метании копья (58,83). В 1946 году в Осло стал 16-м в метании диска (38,35) и 13-м в метании копья (52,73).
В 1938 году установил рекорд Лихтенштейна в метании диска (43,36), который остаётся непобитым по состоянию на февраль 2021 года.
С 1947 года был главным инженером электростанций Лихтенштейна, с 1962 года — их техническим директором. В 1974 году вышел на пенсию.
Умер 15 июня 1988 года в Вадуце.

## Личные рекорды
- Бег на 100 метров — 11,3 (1937)[3]
- Метание диска — 43,36 (23 июля 1938, Базель)[7]
- Метание копья — 58,83 (3 сентября 1938, Париж)[9]